# Spaliny Małe
Spaliny Małe (niem. Klein Spalienen, 1938–1945 Spallingen) – wieś w Polsce położona w województwie warmińsko-mazurskim, w powiecie szczycieńskim, w gminie Rozogi.
W latach 1975–1998 miejscowość administracyjnie należała do województwa ostrołęckiego.
Spaliny Małe powstały w 1804 r., jako osada leśna, administracyjnie do 1945 r. położona była w powiecie piskim. Stosunkowo szybko rozwijały się, bo już w 1810 r. założono szkołę elementarną. W styczniu 1813 r. w jej sąsiedztwie szczycieński landrat Berg witał podróżującego za cesarzem Napoleonem Bonapartem cara Aleksandra Wielkiego. W 1867 r. Spaliny Małe liczyły 129 mieszkańców, w 1933 r. mieszkało w niej 86 osób, a w 1939 r. 96 osób. Obecnie (31.12.2007) miejscowość liczy 41 mieszkańców.